# Sool
Sool és una regió de Estat de Khaatumo i abans de Somàlia, establerta per la divisió de 1982 i mantinguda amb la independència el 1991. La capital és Laas Aanood. Del 2003 al 2007 la capital fou Caynabo (actual capital de la regió de Saraar). Estat de Khaatumo que ocupa part de la regió (districtes de Xudun, Taleex i Boocane), la considera tota com a territori propi i té establerta la capital a Xudun (abans va estar a Taleex)
La regió estava dividida en sis districtes: Las Anod, Yagoori, Caynabo, Xudun, Taleex i Boocane.
La capital provincial, Las Anod (Laas Aanood), fou ocupada per Puntland en les operacions polítiques i militars del 2003 i 2004. Els clans de la regió, majoritàriament els dhulbahante, van donar suport a Puntland. El 2006 les Corts Islàmiques de Somàlia van integrar algunes corts (xàries) de la regió a la seva aliança, però mai la van ocupar militarment. El 2 d'octubre de 2007 la capital Las Anod fou recuperada per Somalilàndia en un atac militar llampec, amb menys de 20 morts. 500 policies es van desplegar per la ciutat i van establir l'ordre, prohibint les armes i fent complir la llei, amb el que la ciutat va trobar una tranquil·litat poc comuna.
En la reorganització administrativa del 2008 Sool fou reduïda, per segregació d'una part del territori per formar la regió de Saraar. Es va crear el nou districte de Kalabayd (a la part ocupada per Puntland al sud i sud-est de la regió) i es van conservar els districtes de Las Anod, Yagoori, Taleex, Xudun i Boocame (tots sota control de Puntland excepte Las Anod i Yagoori). El districte de Caynabo va passar a Saraar.